# Siarnaq (maan)
Siarnaq is een natuurlijke satelliet van Saturnus. De maan werd ontdekt in 2000 door B. Gladman en kreeg eerst de naam S/2000 S3.
De maan is 40 km in doorsnee, en draait in 895,51 dagen rond de planeet.
Siarnaq was een reus uit de sagen der Inuit.